# Paulinho Paiakã
Benkaroty Kayapó, mais conhecido como Paulinho Paiacã, (aldeia Kubẽkrãkêj, Altamira, 19 de abril de 1953 - Redenção, 17 de junho de 2020) foi um chefe caiapó que foi acusado de ter cometido um estupro em 31 de maio de 1992, na cidade de Redenção, no sul do estado brasileiro do Pará, contra a estudante Sílvia Letícia da Luz Ferreira, de dezoito anos de idade. Até então, Paulinho era conhecido como um militante ecológico, reconhecido internacionalmente por sua luta pela exploração racional da Amazônia.
Após cumprir dois anos, cinco meses e dezenove dias de prisão preventiva, Paulinho, junto com sua mulher, Irecrã, foi inocentado em 1994: Paulinho, por falta de provas e Irecrã, por ser considerada não emancipada. Entretanto, o Ministério Público recorreu da decisão. Em um novo julgamento, a 2ª Câmara Criminal, por unanimidade, condenou Paulinho Paiakan a 6 (seis) anos de reclusão em regime fechado e Irekran a 4 (quatro) anos em regime de semi-liberdade por ter infringido o do art. 213 do Código Penal. Após a decisão, foi decretada a prisão de Paulinho Paiakan que seria cumprida em regime fechado, pelo fato do crime em que foi incurso constituir crime hediondo.
Paulinho e Irecrã, contudo, não foram presos e abandonaram sua casa na cidade de Redenção, passando a residir na aldeia caiapó A-ukre. A Fundação Nacional do Índio estudava pedir, à justiça, o benefício da semiliberdade para Paulinho, já que este havia cumprido mais de dois terços da pena.

## Morte
Morreu em 17 de junho de 2020, vítima da COVID-19.